# Chen Zhuofu
Chen Zhuofu (chinesisch 谌卓夫, Pinyin Chén Zhuōfū; * 21. Oktober 1994 in Changsha, Volksrepublik China) ist ein chinesischer Badmintonspieler. 

## Karriere
Chen Zhuofu startete 2011 und 2012 in der chinesischen Badminton-Superliga sowie 2013 bei den chinesischen Nationalspielen. Bei der China Open Super Series 2013 und den Dutch Open 2013 stand er im Achtelfinale, beim China Masters 2014 im Viertelfinale. Bei der Badminton-Asienmeisterschaft 2014 gewann er Bronze im Herrendoppel.